# Bride of Deimos
Bride of Deimos (悪魔の花嫁, Deimosu no hanayome, Akuma no Hanayome) est un manga de Etsuko Ikeda et  illustré par Yuuho Ashibe, sorti en 1975. Un film d'animation OAV, Bride of Deimos: The Orchid Suite (悪魔の花嫁 蘭の組曲, Deimosu no hanayome: Ran no Kumikyoku) a été adaptée en 1988. Cette œuvre mélange des éléments de mythologie grecque, horreur, et romantisme morbide, et a été noté pour son atmosphère réussie.

## Synopsis
Le synopsis s'inspire de la mythologie du démon Deimos qui a été banni pour avoir aimé sa sœur, Vénus. Minako Ifu, une jeune écolière japonaise, est la réincarnation humaine de Vénus, et Deimos va tout faire pour l’emporter dans le monde des morts pour l’unir à Vénus.
L’anime couvre seulement un chapitre du manga. Minako est à la recherche de son amie qui a disparu après avoir visité la résidence d’un spécialiste réputé des orchidées. Alors qu’elle souhaite y demander des renseignements, elle fait la rencontre des maîtres des lieux, les frères et sœurs Touko et Kaname (qui ne sont autres que le démon Deimos et sa sœur morte Vénus), qui vivent reclus et ont un comportement froid et étrange. La sœur ressemble étrangement à Minako. Minako qui pressent qu’elle est en danger, découvre petit à petit les crimes commis par les hôtes alors que l’étau se resserre sur elle.

## Fiche technique du film
- Titre :  Bride of Deimos: Ran no Kumikyoku
- Réalisation : Rintaro
- Scénario : Etsuko Ikeda
- Musique : Yasuo Fukazawa
- Pays d'origine :  Japon
- Année de production : 1988
- Genre : horreur
- Durée : 32 minutes
- Dates de sortie: